# تیل لیندمان
تیل لیندمان (تلفظ آلمانی: [tɪl ˈlɪndəman]؛ زادهٔ ۴ ژانویهٔ ۱۹۶۳) خواننده، آهنگساز و شاعر آلمانی است. او بیشتر به عنوان خواننده و ترانه‌سرای گروه رامشتاین و پروژه انفرادی Lindemann شناخته می‌شود. رامشتاین بیش از ۲۵ میلیون آلبوم در سرتاسر جهان فروخته‌است که پنج تا از آلبوم‌های آن‌ها جایزه پلاتینیوم را دریافت کرده‌اند، لیندمان توسط Roadrunner Records در فهرست «۵۰ فرانتمن برتر تاریخ موسیقی متال» قرار گرفته‌است. وی در سال‌های گذشته در حوزه فیلم و تئاتر نیز به شکل محدود فعالیت‌هایی انجام داده و سه کتاب شعر منتشر کرده‌است.

## اوایل زندگی
لیندمان در ۴ ژانویه ۱۹۶۳ در لایپزیگ (در آن زمان در آلمان شرقی) متولد شد. مادر او بریگیت هیلدگارد، خبرنگار، و پدر او ورنر لیندمان، شاعر و نویسنده آلمانی است. خواهر کوچک‌ترش ساسکیا نام دارد که در دوره کودکی با او بزرگ شد. والدین تیل پس از سال ۱۹۷۵ به دلایل شغلی جداگانه زندگی کردند و در نهایت زمانی که لیندمان هنوز جوان بود طلاق گرفتند. او مدت کوتاهی با پدرش زندگی کرد که به توصیف خود او به خوبی پیش نرفت و سرانجام از خانه فرار کرد. پدر تیل در کتاب Mike Oldfield im Schaukelstuhl (مایک اولدفیلد بر صندلی گهواره‌ای)، در مورد مشکلات خود با اعتیاد به الکل و دشواری‌های پدر بودن برای لیندمان نوجوان نوشت.
در سال ۱۹۷۸، لیندمان در مسابقات قهرمانی شنای نوجوانان اروپا در فلورانس شرکت کرد و در ۱۵۰۰ متر آزاد یازدهم و در ۴۰۰ متر آزاد هفتم شد. او همچنین در فهرست نهایی برای حضور در المپیک ۱۹۸۰ مسکو قرار گرفت. اما به دلیل آسیب دیدگی ورزش را ترک کرد. لیندمان پس از ترک ورزش حرفه‌ای به عنوان شاگرد نجار، تکنسین گالری و سبد باف کار کرد.
به گفته لیندمان نخستین آلبومی که در دوره نوجوانی تهیه کرده بود آلبوم Stormbridger از گروه راک انگلیسی دیپ پرپل بود.

## حرفه
لیندمان در سال ۱۹۸۶ شروع به نواختن درامز برای گروه راک تجربی، First Arsch کرد، که آلبومی با عنوان Saddle Up در سال ۱۹۹۲ منتشر ساختند. همچنین یک آهنگ ("Lied von der unruhevollen Jugend") را با یک گروه پانک به نام Feeling B نواخت. همکاری تیل با گروه فیلینگ بی باعث آشنایی او با پل لندر، کریستوف اشنایدر و کریستین "فلیک" لورنز بود که مقدمات تشکیل گروه رامشتاین را فراهم آورد.
در دهه ۱۹۹۰، لیندمان شروع به نوشتن شعر کرد. در سال ۱۹۹۴، گروه در مسابقه ای در برلین شرکت کرد و برنده شد که به آنها اجازه می‌داد تا چهار آهنگ را به صورت حرفه‌ای در استودیو ضبط کنند. یکی از این چهار آهنگ ضبط شده قطعه رامشتاین بود که به عنوان نام اصلی گروه با یک M اضافه انتخاب شد. هنگامی که از لیندمان سؤال شد که چرا رامشتاین پس از فاجعه نمایش هوایی رامشتاین نامگذاری شده‌است، او گفت که تصاویری از این حادثه را در تلویزیون مشاهده کرده‌است، و او و اعضای گروه می‌خواستند یک موسیقی یادبود برای این حادثه بسازند.
لیندمان سپس به برلین نقل مکان کرد. در طول سالهای اولیه رامشتاین، به دلیل استفاده او از آتش‌بازی روی استیج کنسرت‌ها، لیندمان گوش، مو و بازوهای خود را مکرراً می‌سوزانده‌است. کریستوف اشنایدر، نوازنده گروه رامشتاین، اظهار داشت: «تیل همیشه می‌سوزد، اما او درد را دوست دارد". حتی وقوع چند حادثه خطرناک در حین اجراهای رامشتاین باعث نشد لیندمان آتش‌بازی را کنار بگذارد و آتش تبدیل به نماد گروه رامشتاین و عامل جذابیت دوچندان اجراهای آنان شد.

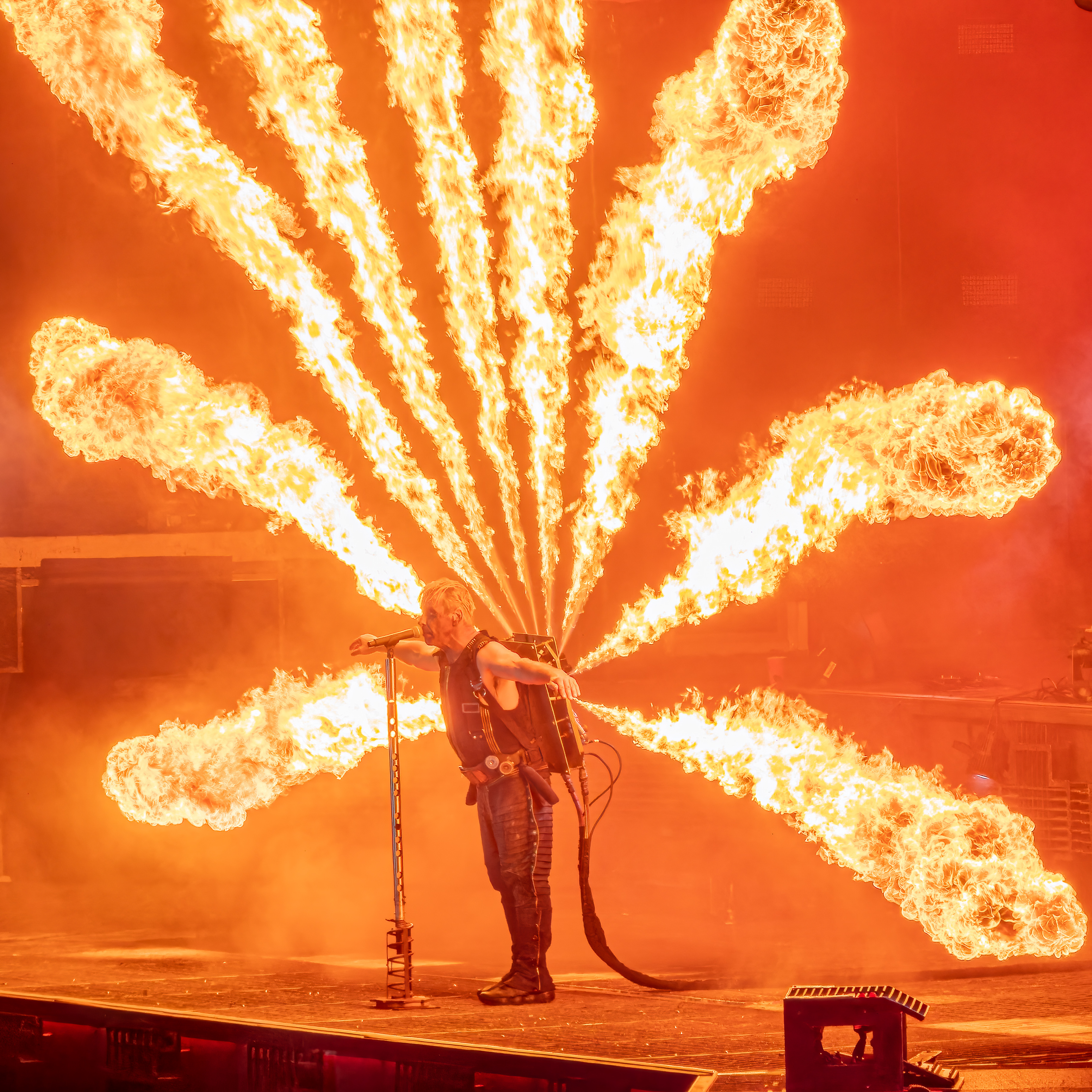
آتش‌بازی بخشی جداناپذیر از اجراهای گروه رامشتاین است.

در سال ۲۰۰۵، پنج آلبوم رامشتاین جوایز پلاتینیوم را دریافت کردند و گروه همچنین جوایز فروش جهانی با فروش بیش از ۱۰ میلیون نسخه در سراسر جهان را دریافت کرد.
یک حرکت اجرایی خاص از لیندمان وجود دارد که "The Till Hammer" لقب گرفته‌است. این حرکت جایی است که او زانوهایش را خم می‌کند، در حالی که سرش را از این طرف به طرف دیگر می‌چرخاند، با مشت به ران خود مشت می‌کوبد. برخلاف بسیاری از دیگر ستارگان راک و متال، لیندمن در مصاحبه‌ای اظهار داشت که دوست ندارد هنگامی که روی صحنه است به او نگاه کنند و همچنین از عینک آفتابی استفاده می‌کند تا زیاد چشمش به تماشاگران نیفتد. همچنین گفته شده‌است که استفاده از آتش هنگام اجراهای گروه در واقع ابزاری برای دور کردن توجه مخاطب از لیندمان است و در عین حال به عنوان یک منظره خاص جذابیتی دو چندان برای مخاطبان می‌سازد.
در سال ۲۰۱۱، Roadrunner Records، لیندمان را در رده «۵۰ فرانتمن برتر تاریخ متال» قرار داد. در سال ۲۰۱۳، دومین کتاب شعر لیندمان، In stillen Nächten (در شب‌های خاموش) منتشر شد.
در تولد ۵۲ سالگی او (۴ ژانویه ۲۰۱۵)، اعلام شد که لیندمان پروژه جدیدی را با پیتر تاگتگرن به نام لیندمان آغاز خواهد کرد. گروه لیندمان اولین آلبوم خود را به نام Skills in Pills در ژوئن ۲۰۱۵ منتشر کرد. در ۲۲ نوامبر ۲۰۱۹، دومین آلبوم لیندمان با نام F&M منتشر شد.
در سال ۲۰۲۱، لیندمان آهنگی با تم جنگی از شوروی سابق، به نام لوبیمی گورود (به روسی: Любимый город، شهر محبوب) را به زبان روسی - که در اصل توسط مارک برنز در سال ۱۹۳۹ خوانده شده بود - برای فیلم روسی فرار از جهنم اجرا کرد.

## شعر و ادبیات
در سال ۲۰۱۸، لیندمان تور امضای کتاب در سراسر روسیه را برای کتاب شعر خود، Messer (چاقو)، آغاز کرد که در اصل به زبان آلمانی منتشر و سپس به روسی ترجمه شد. لیندمان در حال امضای کتابش در مسکو با یک فرد ناشناس در لباس گیمپ حاضر شد. قبل از اینکه لیندمان بنشیند امضا کند و با طرفداران صحبت کند، گیمپ زن از میان جمعیت هدایت شد. هنوز مشخص نیست که چه کسی در این لباس حضور داشت.

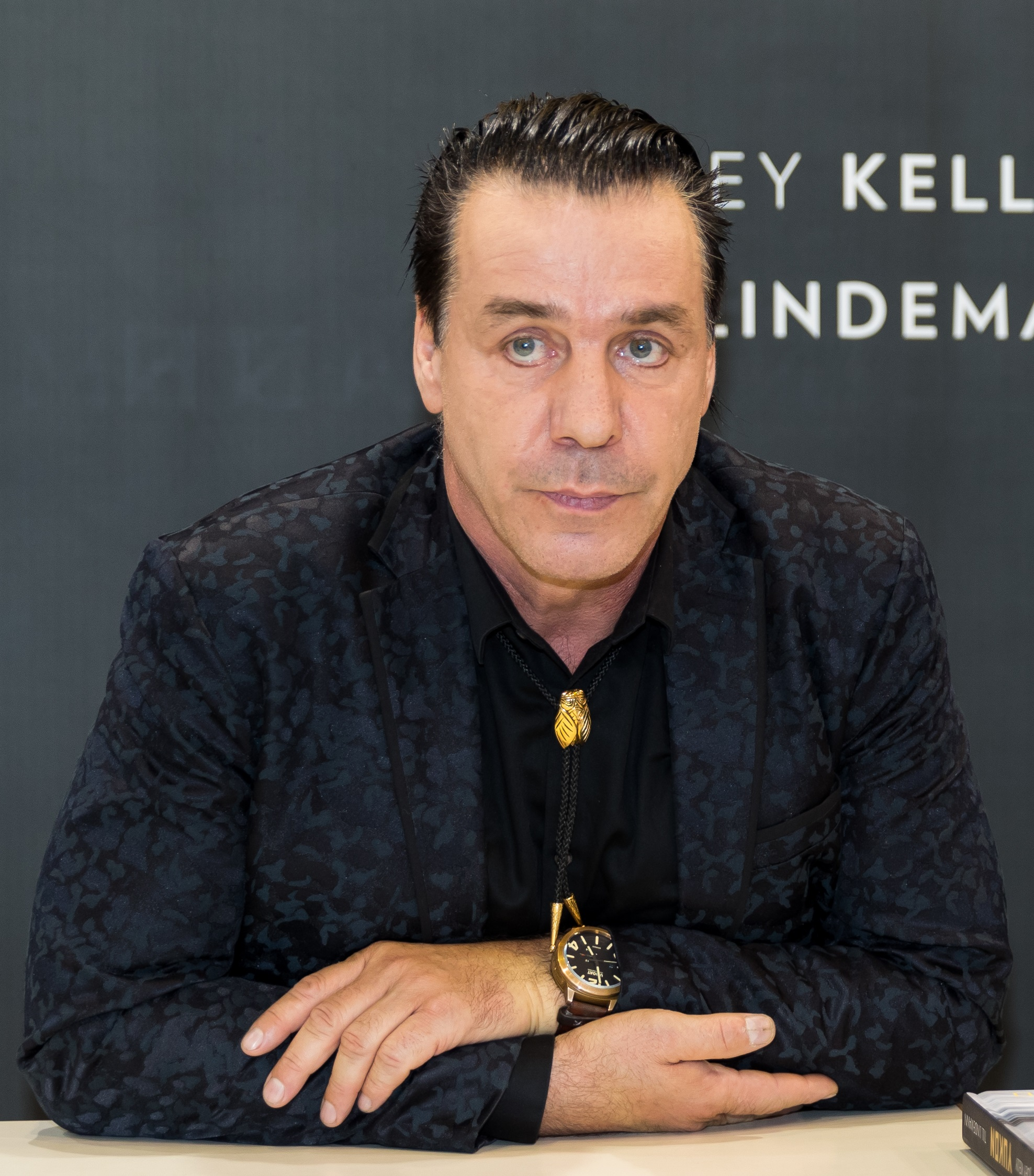
تیل لیندمان، ۲۰۱۷

## سینما و تلویزیون

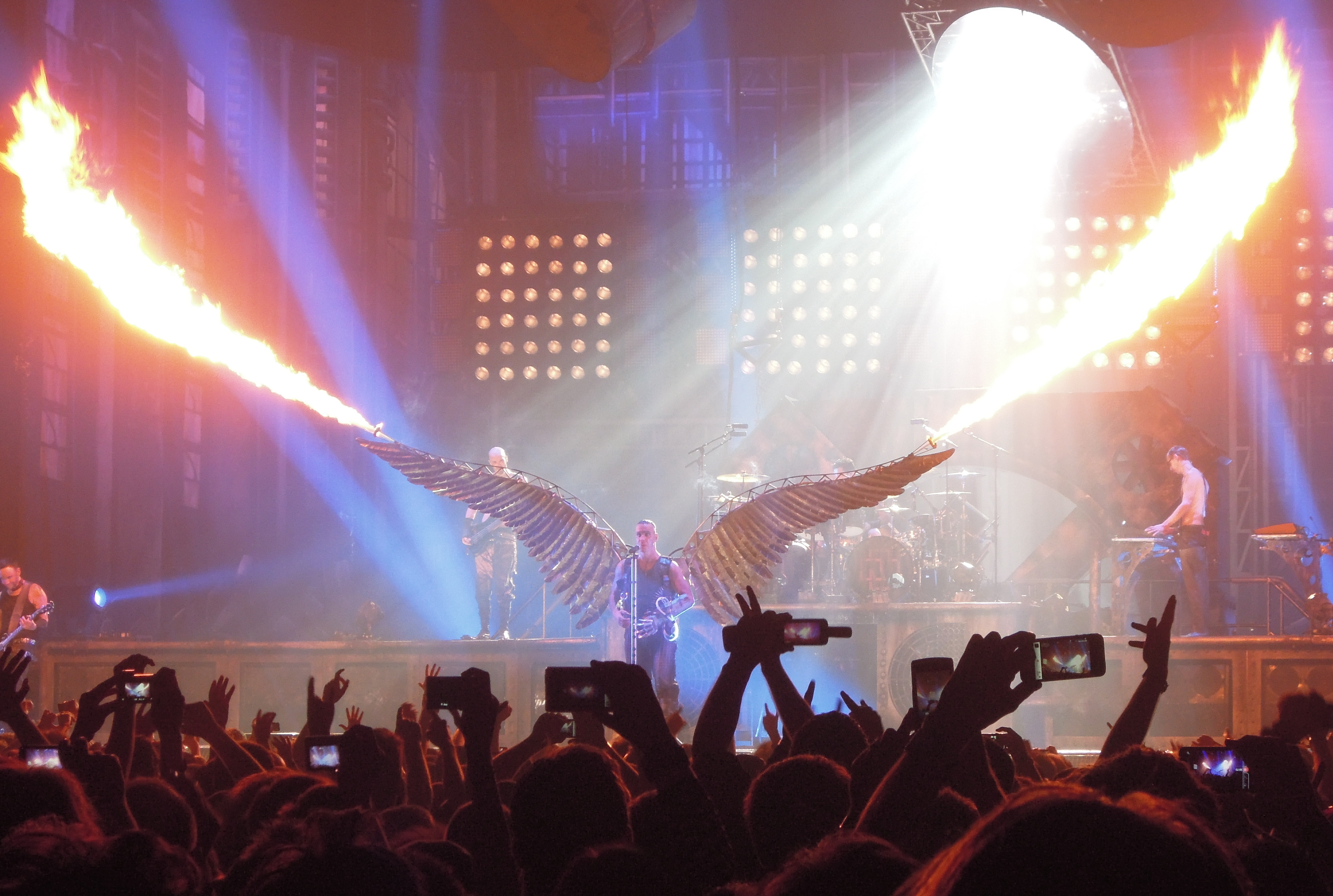
اجرا رامشتاین در لندن، ۲۴ فوریه ۲۰۱۲

دو آهنگ از آلبوم Herzeleid (قلب درد) گروه رامشتاین در فیلمی از دیوید لینچ در سال ۱۹۹۷، بزرگراه گمشده، استفاده شد. لیندمان همچنین در برخی از فیلم‌ها نقش‌های کوچکی را ایفا کرده‌است. وی با هم گروهش کریستوف اشنایدر به عنوان نوازنده در فیلم پولا ایکس در سال ۱۹۹۹ ظاهر شد. لیندمان همچنین در نقش شخصیتی به نام ویکتور در فیلم کمدی کودکان Amundsen der Pinguin (2003) ظاهر شد. بخشی از اجرای زنده قطعه Feuer Frei! در فیلم تریپل ایکس ۲۰۰۲ مورد استفاده قرار گرفت.

## زندگی شخصی
دختر لیندمان به نام نِله در سال ۱۹۸۵ به دنیا آمد و او در هفت سال اول زندگی دخترش، او را به عنوان یک پدر مجرد بزرگ کرد. او در حال حاضر از طریق نله یک نوه دارد. همسر سابق او با هم گروهی‌اش ریچارد کروسپه ازدواج کرد و این دو صاحب دختری شدند که به جای فامیلی کروسپه از فامیلی لیندمان استفاده می‌کند. دختر دوم لیندمان، ماری لوئیز، در سال ۱۹۹۳ از همسر سابقش آنیا کوسلینگ به دنیا آمد. تیل از آوریل ۲۰۱۱ تا نوامبر ۲۰۱۵ با بازیگر و مدل سوفیا تومالا قرار می‌گذاشت.
لیندمان یک آتئیست است. او گفت که هنوز پیوندهای محکمی با سنت‌های آلمان شرقی دارد و «سنت زدایی» را آزاردهنده می‌داند. او گفته‌است که «از سر و صدا متنفر است» و اغلب اوقات خود را در دهکده‌ای کوچک در حوالی برلین به سر می‌برد.